# Greatest Hits (Queen)
Greatest Hits is een compilatiealbum uit 1981 van de Britse rockgroep Queen. In Groot-Brittannië is dit album het best verkochte album ooit. Het album is er 5,4 miljoen maal verkocht, zeshonderdduizend stuks meer dan de nummer twee in de lijst. Wereldwijd is het album zo'n 25 miljoen keer verkocht.
Op dit compilatiealbum staan ruwweg alle Queen-hits uit de jaren zeventig. Van de hits uit de jaren 80 en begin jaren 90 is later een tweede compilatiealbum, Greatest Hits II uitgebracht. Sindsdien werden beide albums samen als box set verkocht. Nadat ook een derde compilatiealbum (Greatest Hits III) verscheen, is de drie-cd-box The Platinum Collection uitgebracht. Verkoopcijfers van die verzamelboxen zijn niet inbegrepen bij de eerder genoemde getallen.

## De release in 1981
In 1981 kwam Greatest Hits uit over de hele wereld. Er was echter geen universele tracklist of cover. Dit kwam doordat in verschillende werelddelen andere singles waren uitgebracht. Ook hing het af van hoe hoog de singles in de hitlijsten waren gekomen, of ze op het album stonden. Deze vreemde methode was het handelsmerk van Queen: alleen het beste was goed genoeg. De Britse release wordt over het algemeen als de "standaard versie" gezien. In het Verenigd Koninkrijk haalde het album elf keer platina. Het stond op in totaal 450 weken genoteerd, met vier weken op nummer 1.

## Tracks

### Britse versie
| Track | Titel                          | Schrijver | Afkomstig van        |
| ----- | ------------------------------ | --------- | -------------------- |
| 1     | Bohemian Rhapsody              | Mercury   | A Night at the Opera |
| 2     | Another One Bites the Dust     | Deacon    | The Game             |
| 3     | Killer Queen                   | Mercury   | Sheer Heart Attack   |
| 4     | Fat Bottomed Girls             | May       | Jazz                 |
| 5     | Bicycle Race                   | Mercury   | Jazz                 |
| 6     | You're My Best Friend          | Deacon    | A Night at the Opera |
| 7     | Don't Stop Me Now              | Mercury   | Jazz                 |
| 8     | Save Me                        | May       | The Game             |
| 9     | Crazy Little Thing Called Love | Mercury   | The Game             |
| 10    | Somebody To Love               | Mercury   | A Day at the Races   |
| 11    | Now I'm Here                   | May       | Sheer Heart Attack   |
| 12    | Good Old-Fashioned Lover Boy   | Mercury   | A Day At The Races   |
| 13    | Play The Game                  | Mercury   | The Game             |
| 14    | Flash                          | May       | Flash Gordon         |
| 15    | Seven Seas of Rhye             | Mercury   | Queen II             |
| 16    | We Will Rock You               | May       | News Of The World    |
| 17    | We Are The Champions           | Mercury   | News Of The World    |

### Amerikaanse versie
1. "Another One Bites The Dust"
2. "Bohemian Rhapsody"
3. "Crazy Little Thing Called Love"
4. "Killer Queen"
5. "Fat Bottomed Girls"
6. "Bicycle Race"
7. "Under Pressure"
8. "We Will Rock You"
9. "We Are The Champions"
10. "Flash"
11. "Somebody To Love"
12. "You're My Best Friend"
13. "Keep Yourself Alive"
14. "Play The Game"

### Overige versies
- In Nederland werd het album uitgebracht onder de titel Grootste Hits. Vanaf de tweede persing van deze versie werd de nummer één hit van Queen met David Bowie van eind 1981, "Under Pressure", als achttiende nummer meegenomen.
- In Bulgarije is het album uitgebracht als dubbelalbum met 19 nummers.

## Hitnoteringen

### NederlandseAlbum Top 100
| Hitnotering: (Week 1 t/m 8) 07-11-1981 t/m 26-12-1981 Hitnotering: (Week 9 t/m 75) 14-12-1991 t/m 27-03-1993 | Hitnotering: (Week 1 t/m 8) 07-11-1981 t/m 26-12-1981 Hitnotering: (Week 9 t/m 75) 14-12-1991 t/m 27-03-1993 | Hitnotering: (Week 1 t/m 8) 07-11-1981 t/m 26-12-1981 Hitnotering: (Week 9 t/m 75) 14-12-1991 t/m 27-03-1993 | Hitnotering: (Week 1 t/m 8) 07-11-1981 t/m 26-12-1981 Hitnotering: (Week 9 t/m 75) 14-12-1991 t/m 27-03-1993 | Hitnotering: (Week 1 t/m 8) 07-11-1981 t/m 26-12-1981 Hitnotering: (Week 9 t/m 75) 14-12-1991 t/m 27-03-1993 | Hitnotering: (Week 1 t/m 8) 07-11-1981 t/m 26-12-1981 Hitnotering: (Week 9 t/m 75) 14-12-1991 t/m 27-03-1993 | Hitnotering: (Week 1 t/m 8) 07-11-1981 t/m 26-12-1981 Hitnotering: (Week 9 t/m 75) 14-12-1991 t/m 27-03-1993 | Hitnotering: (Week 1 t/m 8) 07-11-1981 t/m 26-12-1981 Hitnotering: (Week 9 t/m 75) 14-12-1991 t/m 27-03-1993 | Hitnotering: (Week 1 t/m 8) 07-11-1981 t/m 26-12-1981 Hitnotering: (Week 9 t/m 75) 14-12-1991 t/m 27-03-1993 | Hitnotering: (Week 1 t/m 8) 07-11-1981 t/m 26-12-1981 Hitnotering: (Week 9 t/m 75) 14-12-1991 t/m 27-03-1993 | Hitnotering: (Week 1 t/m 8) 07-11-1981 t/m 26-12-1981 Hitnotering: (Week 9 t/m 75) 14-12-1991 t/m 27-03-1993 | Hitnotering: (Week 1 t/m 8) 07-11-1981 t/m 26-12-1981 Hitnotering: (Week 9 t/m 75) 14-12-1991 t/m 27-03-1993 | Hitnotering: (Week 1 t/m 8) 07-11-1981 t/m 26-12-1981 Hitnotering: (Week 9 t/m 75) 14-12-1991 t/m 27-03-1993 | Hitnotering: (Week 1 t/m 8) 07-11-1981 t/m 26-12-1981 Hitnotering: (Week 9 t/m 75) 14-12-1991 t/m 27-03-1993 | Hitnotering: (Week 1 t/m 8) 07-11-1981 t/m 26-12-1981 Hitnotering: (Week 9 t/m 75) 14-12-1991 t/m 27-03-1993 | Hitnotering: (Week 1 t/m 8) 07-11-1981 t/m 26-12-1981 Hitnotering: (Week 9 t/m 75) 14-12-1991 t/m 27-03-1993 | Hitnotering: (Week 1 t/m 8) 07-11-1981 t/m 26-12-1981 Hitnotering: (Week 9 t/m 75) 14-12-1991 t/m 27-03-1993 | Hitnotering: (Week 1 t/m 8) 07-11-1981 t/m 26-12-1981 Hitnotering: (Week 9 t/m 75) 14-12-1991 t/m 27-03-1993 | Hitnotering: (Week 1 t/m 8) 07-11-1981 t/m 26-12-1981 Hitnotering: (Week 9 t/m 75) 14-12-1991 t/m 27-03-1993 | Hitnotering: (Week 1 t/m 8) 07-11-1981 t/m 26-12-1981 Hitnotering: (Week 9 t/m 75) 14-12-1991 t/m 27-03-1993 | Hitnotering: (Week 1 t/m 8) 07-11-1981 t/m 26-12-1981 Hitnotering: (Week 9 t/m 75) 14-12-1991 t/m 27-03-1993 |
| Week: | 1 | 2 | 3 | 4 | 5 | 6 | 7 | 8 | | 9 | 10 | 11 | 12 | 13 | 14 | 15 | 16 | 17 | 18 | 19 |
| --- | --- | --- | --- | --- | --- | --- | --- | --- | --- | --- | --- | --- | --- | --- | --- | --- | --- | --- | --- | --- |
| Positie: | 50 | 21 | 13 | 7 | 6 | 1 | 1 | 4 | uit | 55 | 14 | 5 | 3 | 3 | 3 | 3 | 3 | 3 | 5 | 7 |
| Week: | 20 | 21 | 22 | 23 | 24 | 25 | 26 | 27 | 28 | 29 | 30 | 31 | 32 | 33 | 34 | 35 | 36 | 37 | 38 | 39 |
| Positie: | 9 | 13 | 16 | 25 | 34 | 44 | 47 | 51 | 46 | 38 | 20 | 15 | 12 | 14 | 17 | 20 | 27 | 32 | 36 | 40 |
| Week: | 40 | 41 | 42 | 43 | 44 | 45 | 46 | 47 | 48 | 49 | 50 | 51 | 52 | 53 | 54 | 55 | 56 | 57 | 58 | 59 |
| Positie: | 40 | 37 | 37 | 34 | 33 | 43 | 35 | 31 | 28 | 39 | 39 | 37 | 50 | 51 | 50 | 62 | 69 | 98 | 77 | 74 |
| Week: | 60 | 61 | 62 | 63 | 64 | 65 | 66 | 67 | 68 | 69 | 70 | 71 | 72 | 73 | 74 | 75 | | | | |
| Positie: | 66 | 62 | 74 | 58 | 57 | 56 | 44 | 43 | 52 | 75 | 91 | 81 | 75 | 74 | 80 | 95 | uit | | | |

### VlaamseUltratop 200Albums
| Hitnotering: (Week 1 t/m 2) 03-12-2011 t/m 10-12-2011 Hitnotering: (Week 3) 19-05-2012 Hitnotering: (Week 4) 07-07-2012 Hitnotering: (Week 5) 28-07-2012 Hitnotering: (Week 6 t/m 9) 25-08-2012 t/m 15-09-2012 Hitnotering: (Week 10 t/m 15) 12-01-2013 t/m 16-02-2013 Hitnotering: (Week 16) 03-08-2013 Hitnotering: (Week 17 t/m 27) 19-01-2019 t/m heden | Hitnotering: (Week 1 t/m 2) 03-12-2011 t/m 10-12-2011 Hitnotering: (Week 3) 19-05-2012 Hitnotering: (Week 4) 07-07-2012 Hitnotering: (Week 5) 28-07-2012 Hitnotering: (Week 6 t/m 9) 25-08-2012 t/m 15-09-2012 Hitnotering: (Week 10 t/m 15) 12-01-2013 t/m 16-02-2013 Hitnotering: (Week 16) 03-08-2013 Hitnotering: (Week 17 t/m 27) 19-01-2019 t/m heden | Hitnotering: (Week 1 t/m 2) 03-12-2011 t/m 10-12-2011 Hitnotering: (Week 3) 19-05-2012 Hitnotering: (Week 4) 07-07-2012 Hitnotering: (Week 5) 28-07-2012 Hitnotering: (Week 6 t/m 9) 25-08-2012 t/m 15-09-2012 Hitnotering: (Week 10 t/m 15) 12-01-2013 t/m 16-02-2013 Hitnotering: (Week 16) 03-08-2013 Hitnotering: (Week 17 t/m 27) 19-01-2019 t/m heden | Hitnotering: (Week 1 t/m 2) 03-12-2011 t/m 10-12-2011 Hitnotering: (Week 3) 19-05-2012 Hitnotering: (Week 4) 07-07-2012 Hitnotering: (Week 5) 28-07-2012 Hitnotering: (Week 6 t/m 9) 25-08-2012 t/m 15-09-2012 Hitnotering: (Week 10 t/m 15) 12-01-2013 t/m 16-02-2013 Hitnotering: (Week 16) 03-08-2013 Hitnotering: (Week 17 t/m 27) 19-01-2019 t/m heden | Hitnotering: (Week 1 t/m 2) 03-12-2011 t/m 10-12-2011 Hitnotering: (Week 3) 19-05-2012 Hitnotering: (Week 4) 07-07-2012 Hitnotering: (Week 5) 28-07-2012 Hitnotering: (Week 6 t/m 9) 25-08-2012 t/m 15-09-2012 Hitnotering: (Week 10 t/m 15) 12-01-2013 t/m 16-02-2013 Hitnotering: (Week 16) 03-08-2013 Hitnotering: (Week 17 t/m 27) 19-01-2019 t/m heden | Hitnotering: (Week 1 t/m 2) 03-12-2011 t/m 10-12-2011 Hitnotering: (Week 3) 19-05-2012 Hitnotering: (Week 4) 07-07-2012 Hitnotering: (Week 5) 28-07-2012 Hitnotering: (Week 6 t/m 9) 25-08-2012 t/m 15-09-2012 Hitnotering: (Week 10 t/m 15) 12-01-2013 t/m 16-02-2013 Hitnotering: (Week 16) 03-08-2013 Hitnotering: (Week 17 t/m 27) 19-01-2019 t/m heden | Hitnotering: (Week 1 t/m 2) 03-12-2011 t/m 10-12-2011 Hitnotering: (Week 3) 19-05-2012 Hitnotering: (Week 4) 07-07-2012 Hitnotering: (Week 5) 28-07-2012 Hitnotering: (Week 6 t/m 9) 25-08-2012 t/m 15-09-2012 Hitnotering: (Week 10 t/m 15) 12-01-2013 t/m 16-02-2013 Hitnotering: (Week 16) 03-08-2013 Hitnotering: (Week 17 t/m 27) 19-01-2019 t/m heden | Hitnotering: (Week 1 t/m 2) 03-12-2011 t/m 10-12-2011 Hitnotering: (Week 3) 19-05-2012 Hitnotering: (Week 4) 07-07-2012 Hitnotering: (Week 5) 28-07-2012 Hitnotering: (Week 6 t/m 9) 25-08-2012 t/m 15-09-2012 Hitnotering: (Week 10 t/m 15) 12-01-2013 t/m 16-02-2013 Hitnotering: (Week 16) 03-08-2013 Hitnotering: (Week 17 t/m 27) 19-01-2019 t/m heden | Hitnotering: (Week 1 t/m 2) 03-12-2011 t/m 10-12-2011 Hitnotering: (Week 3) 19-05-2012 Hitnotering: (Week 4) 07-07-2012 Hitnotering: (Week 5) 28-07-2012 Hitnotering: (Week 6 t/m 9) 25-08-2012 t/m 15-09-2012 Hitnotering: (Week 10 t/m 15) 12-01-2013 t/m 16-02-2013 Hitnotering: (Week 16) 03-08-2013 Hitnotering: (Week 17 t/m 27) 19-01-2019 t/m heden | Hitnotering: (Week 1 t/m 2) 03-12-2011 t/m 10-12-2011 Hitnotering: (Week 3) 19-05-2012 Hitnotering: (Week 4) 07-07-2012 Hitnotering: (Week 5) 28-07-2012 Hitnotering: (Week 6 t/m 9) 25-08-2012 t/m 15-09-2012 Hitnotering: (Week 10 t/m 15) 12-01-2013 t/m 16-02-2013 Hitnotering: (Week 16) 03-08-2013 Hitnotering: (Week 17 t/m 27) 19-01-2019 t/m heden | Hitnotering: (Week 1 t/m 2) 03-12-2011 t/m 10-12-2011 Hitnotering: (Week 3) 19-05-2012 Hitnotering: (Week 4) 07-07-2012 Hitnotering: (Week 5) 28-07-2012 Hitnotering: (Week 6 t/m 9) 25-08-2012 t/m 15-09-2012 Hitnotering: (Week 10 t/m 15) 12-01-2013 t/m 16-02-2013 Hitnotering: (Week 16) 03-08-2013 Hitnotering: (Week 17 t/m 27) 19-01-2019 t/m heden | Hitnotering: (Week 1 t/m 2) 03-12-2011 t/m 10-12-2011 Hitnotering: (Week 3) 19-05-2012 Hitnotering: (Week 4) 07-07-2012 Hitnotering: (Week 5) 28-07-2012 Hitnotering: (Week 6 t/m 9) 25-08-2012 t/m 15-09-2012 Hitnotering: (Week 10 t/m 15) 12-01-2013 t/m 16-02-2013 Hitnotering: (Week 16) 03-08-2013 Hitnotering: (Week 17 t/m 27) 19-01-2019 t/m heden | Hitnotering: (Week 1 t/m 2) 03-12-2011 t/m 10-12-2011 Hitnotering: (Week 3) 19-05-2012 Hitnotering: (Week 4) 07-07-2012 Hitnotering: (Week 5) 28-07-2012 Hitnotering: (Week 6 t/m 9) 25-08-2012 t/m 15-09-2012 Hitnotering: (Week 10 t/m 15) 12-01-2013 t/m 16-02-2013 Hitnotering: (Week 16) 03-08-2013 Hitnotering: (Week 17 t/m 27) 19-01-2019 t/m heden | Hitnotering: (Week 1 t/m 2) 03-12-2011 t/m 10-12-2011 Hitnotering: (Week 3) 19-05-2012 Hitnotering: (Week 4) 07-07-2012 Hitnotering: (Week 5) 28-07-2012 Hitnotering: (Week 6 t/m 9) 25-08-2012 t/m 15-09-2012 Hitnotering: (Week 10 t/m 15) 12-01-2013 t/m 16-02-2013 Hitnotering: (Week 16) 03-08-2013 Hitnotering: (Week 17 t/m 27) 19-01-2019 t/m heden | Hitnotering: (Week 1 t/m 2) 03-12-2011 t/m 10-12-2011 Hitnotering: (Week 3) 19-05-2012 Hitnotering: (Week 4) 07-07-2012 Hitnotering: (Week 5) 28-07-2012 Hitnotering: (Week 6 t/m 9) 25-08-2012 t/m 15-09-2012 Hitnotering: (Week 10 t/m 15) 12-01-2013 t/m 16-02-2013 Hitnotering: (Week 16) 03-08-2013 Hitnotering: (Week 17 t/m 27) 19-01-2019 t/m heden | Hitnotering: (Week 1 t/m 2) 03-12-2011 t/m 10-12-2011 Hitnotering: (Week 3) 19-05-2012 Hitnotering: (Week 4) 07-07-2012 Hitnotering: (Week 5) 28-07-2012 Hitnotering: (Week 6 t/m 9) 25-08-2012 t/m 15-09-2012 Hitnotering: (Week 10 t/m 15) 12-01-2013 t/m 16-02-2013 Hitnotering: (Week 16) 03-08-2013 Hitnotering: (Week 17 t/m 27) 19-01-2019 t/m heden | Hitnotering: (Week 1 t/m 2) 03-12-2011 t/m 10-12-2011 Hitnotering: (Week 3) 19-05-2012 Hitnotering: (Week 4) 07-07-2012 Hitnotering: (Week 5) 28-07-2012 Hitnotering: (Week 6 t/m 9) 25-08-2012 t/m 15-09-2012 Hitnotering: (Week 10 t/m 15) 12-01-2013 t/m 16-02-2013 Hitnotering: (Week 16) 03-08-2013 Hitnotering: (Week 17 t/m 27) 19-01-2019 t/m heden | Hitnotering: (Week 1 t/m 2) 03-12-2011 t/m 10-12-2011 Hitnotering: (Week 3) 19-05-2012 Hitnotering: (Week 4) 07-07-2012 Hitnotering: (Week 5) 28-07-2012 Hitnotering: (Week 6 t/m 9) 25-08-2012 t/m 15-09-2012 Hitnotering: (Week 10 t/m 15) 12-01-2013 t/m 16-02-2013 Hitnotering: (Week 16) 03-08-2013 Hitnotering: (Week 17 t/m 27) 19-01-2019 t/m heden | Hitnotering: (Week 1 t/m 2) 03-12-2011 t/m 10-12-2011 Hitnotering: (Week 3) 19-05-2012 Hitnotering: (Week 4) 07-07-2012 Hitnotering: (Week 5) 28-07-2012 Hitnotering: (Week 6 t/m 9) 25-08-2012 t/m 15-09-2012 Hitnotering: (Week 10 t/m 15) 12-01-2013 t/m 16-02-2013 Hitnotering: (Week 16) 03-08-2013 Hitnotering: (Week 17 t/m 27) 19-01-2019 t/m heden | Hitnotering: (Week 1 t/m 2) 03-12-2011 t/m 10-12-2011 Hitnotering: (Week 3) 19-05-2012 Hitnotering: (Week 4) 07-07-2012 Hitnotering: (Week 5) 28-07-2012 Hitnotering: (Week 6 t/m 9) 25-08-2012 t/m 15-09-2012 Hitnotering: (Week 10 t/m 15) 12-01-2013 t/m 16-02-2013 Hitnotering: (Week 16) 03-08-2013 Hitnotering: (Week 17 t/m 27) 19-01-2019 t/m heden | Hitnotering: (Week 1 t/m 2) 03-12-2011 t/m 10-12-2011 Hitnotering: (Week 3) 19-05-2012 Hitnotering: (Week 4) 07-07-2012 Hitnotering: (Week 5) 28-07-2012 Hitnotering: (Week 6 t/m 9) 25-08-2012 t/m 15-09-2012 Hitnotering: (Week 10 t/m 15) 12-01-2013 t/m 16-02-2013 Hitnotering: (Week 16) 03-08-2013 Hitnotering: (Week 17 t/m 27) 19-01-2019 t/m heden |
| Week: | 1 | 2 | | 3 | | 4 | | 5 | | 6 | 7 | 8 | 9 | | 10 | 11 | 12 | 13 | 14 | 15 |
| --- | --- | --- | --- | --- | --- | --- | --- | --- | --- | --- | --- | --- | --- | --- | --- | --- | --- | --- | --- | --- |
| Positie: | 74 | 93 | uit | 189 | uit | 194 | uit | 171 | uit | 183 | 156 | 144 | 138 | uit | 78 | 89 | 64 | 80 | 47 | 130 |
| Week: | | 16 | | 17 | 18 | 19 | 20 | 21 | 22 | 23 | 24 | 25 | 26 | 27 | | | | | | |
| Positie: | uit | 168 | uit | 80 | 78 | 100 | 57 | 123 | 134 | 82 | 70 | 63 | 73 | 74 | | | | | | |